# Arctic Highlands
Las Arctic Highlands son una meseta de la isla de Groenlandia.

## Historia
La meseta, que hacia mediados del siglo XIX pertenecía a los ingleses, se extiende por el nordeste de la bahía de Baffin, en la costa occidental de la isla de Groenlandia. Aparece descrita en el primer tomo del Novísimo diccionario geográfico, histórico, pintoresco universal (1863) con las siguientes palabras:

ARCTIC-HIGHLANDS, pais en la parte N. E. del mar de Baffin, situado en la costa O. de Groenlandia. Pertenece á los ingleses. La direccion de las costas es del S. E. al N. O. á lo largo de unos 18 miriámetros. Se ignora su estension hácia el N. Su anchura se considera de poca consideracion. Se ven al N. y al E. montañas de 1.190 pies de alto, cubiertas de hielos; otras tienen su superficie erizada de peñascos y están separaads por ramblas llenas de nieve. La costa está llena de hielos que se estienden mucho hácia el S., y es muy probable que no se derritan jamás. Los naturales tienen perros que uncen á sus carretones y se los comen en invierno mientras el hielo les impide poder matar animales marinos. Sus habitantes parecen ser de un carácter dulce y pacífico y viven con mucha union.